# Пас в больницу
Пас в больницу (англ. Hospital pass) — в футболе и иных игровых видах спорта потенциально опасный пас к партнёру, который в случае приёма паса может столкнуться с игроком и получить травму, вследствие чего потребуется немедленная госпитализация. Подобные инциденты происходят в футболе, хоккее, регби и всех их разновидностях.

## Футбол
В футболе после отдачи некоторых неточных пасов может возникнуть такая ситуация, что мяч движется в зону напряжённой силовой борьбы. Так, если ошибается игрок группы атаки, у защитника команды противника появляются шансы перехватить передачу и отобрать мяч. Партнёр того, кто ошибся при передаче, может броситься за мячом, чтобы сохранить его, но тогда возникают условия для травмоопасного стыка, а в некоторых случаях — для вылета игрока за поле или для удара о каркас ворот.

## Регби и регбилиг
В регби пасом в больницу называется любой пас, который отдаётся так, что вероятность принимающего мяч партнёра получить травму достаточно высока — принимающий поднимает руки вверх для приёма мяча, а его туловище остаётся фактически без защиты. Пас делается, как правило, в моменты крайнего напряжения или паники по ходу матча. Совершение паса в больницу характерно ошибкой со стороны пасующего, который не учитывает расположения принимающего игрока на поле — он зачастую представляет собой лёгкую мишень для атаки, и у него есть лишь доли секунды, чтобы избежать столкновения. Иногда подобный пас называют «пасом на убийство».
По научным данным, в случае столкновения с противником после такого паса принимающий игрок получает импульс в 770 кгс, а при падении добавляется ещё один импульс в 900 кгс, что сильнее удара молота в два раза. Подобный импульс может легко привести к перелому ребра, поскольку он направлен точечно.

## Австралийский футбол
В австралийском футболе пас в больницу выполняется, как правило, либо с крайней неточностью, либо слишком поздно. Пас делается или рукой, или ударом ногой по высокой петлеобразной траектории или медленно по земле. Противник, который замечает это, может ринуться на перехват, что приведёт к жёсткой силовой борьбе и, возможно, к травмированию принимающего игрока. В связи с тем, что большая часть единоборств в австралийском футболе разрешена, нарушение может и не быть зафиксировано.

## Американский футбол
В американском футболе подобный пас зачастую совершают на того, кто бежит к боковой линии, а не к лицевой. Принимающий обязан прыгать, несясь на полной скорости за мячом. Защитник же в этом случае часто бежит с другой стороны, что приводит часто к столкновению. Принимающий не может при этом легко уйти от столкновения, не потеряв мяч. Импульс при столкновении составляет около 2 тысяч кгс, однако с учётом того, что энергия распределяется по всему телу, а игрока защищают доспехи, часто столкновение обходится без серьёзных повреждений.

## Вне спорта
Зачастую под «пасом в больницу» понимают в жизни ошибочное решение, которое приводит к провалам или поражениям того, в отношении кого это решение принималось.

## Литературе
- Ден Бланк. IQ в футболе. Как играют умные футболисты. — Litres, 2017. — ISBN 5040182945.